# 1904年夏季奧林匹克運動會摔跤比賽
1904年夏季奥林匹克运动会摔跤比赛共分为7个小项，全为男子自由式。所有选手都来自美国。这是自由式摔跤比赛第一次举办，也是首次出现体重级别划分。

## 奖牌得主
| 项目     | 金牌                          | 银牌                          | 铜牌                            |
| 次蝇量级 | 罗伯特·柯里 · 美国（USA）     | 约翰·海因 · 美国（USA）       | 古斯塔夫·蒂芬塔勒 · 瑞士（SUI） |
| 蝇量级   | 乔治·梅纳特 · 美国（USA）     | 古斯塔夫·鲍尔 · 美国（USA）   | 威廉·纳尔逊 · 美国（USA）       |
| 雏量级   | Isidor Niflot · 美国（USA）   | 奥古斯特·韦斯特 · 美国（USA） | Louis Strebler · 美国（USA）    |
| 羽量级   | 本杰明·布拉德肖 · 美国（USA） | 西奥多·麦克利尔 · 美国（USA） | 查尔斯·克拉珀 · 美国（USA）     |
| 轻量级   | 奥托·勒姆 · 美国（USA）       | Rudolph Tesing · 美国（USA）  | 艾伯特·齐克尔 · 美国（USA）     |
| 次中量级 | 查尔斯·埃里克森 · 挪威（NOR） | 威廉·贝克曼 · 美国（USA）     | Jerry Winholtz · 美国（USA）    |
| 重量级   | 伯恩霍夫·汉森 · 挪威（NOR）   | 弗兰克·库格勒 · 德国（GER）   | Fred Warmbold · 美国（USA）     |

## 参赛国家和地区

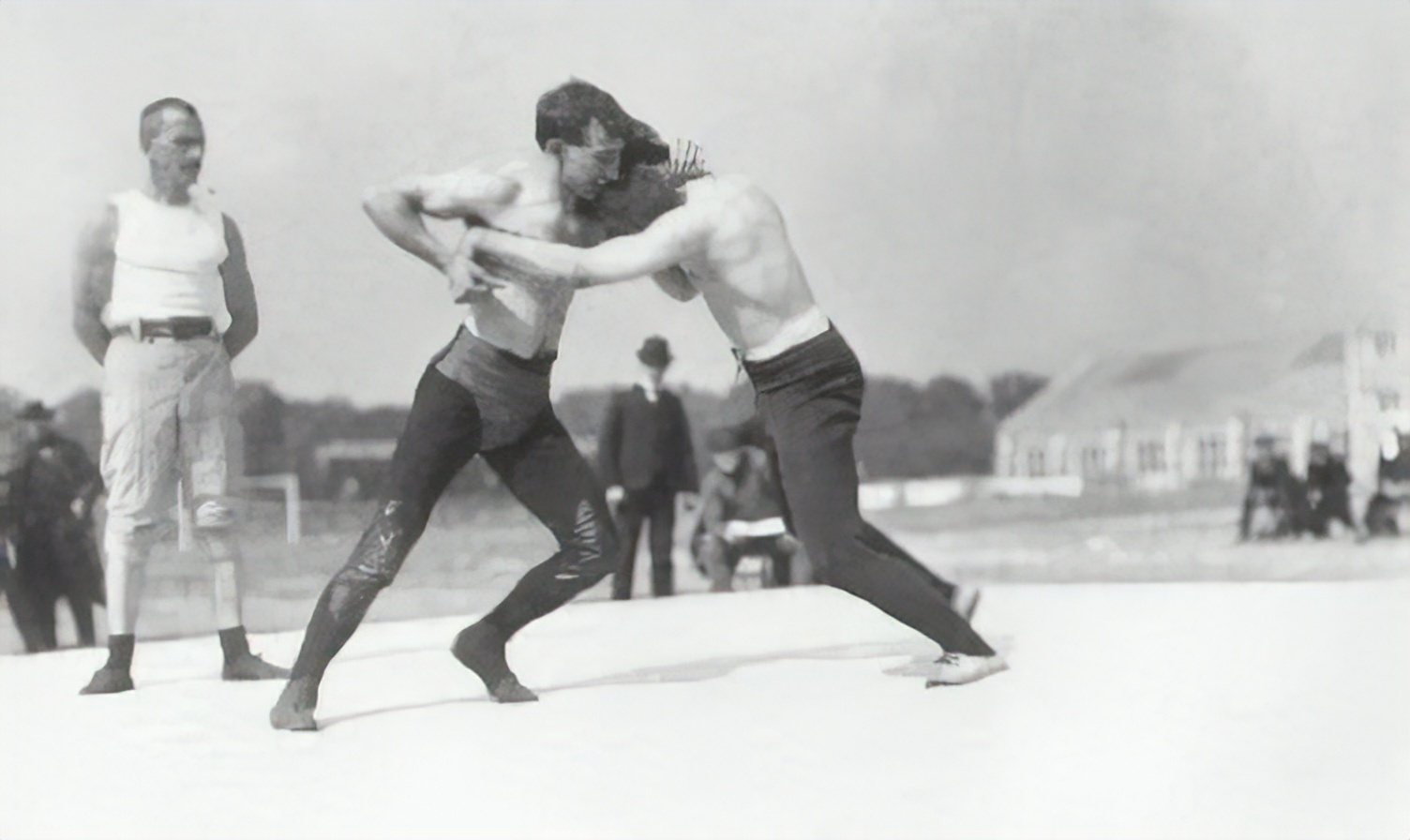
1904年夏季奥运会期间的摔跤比赛

本赛共有来自1个国家和地区的42名运动员参加：
- 美国（42）

许多奖牌获得者的国籍都存在争议，因为许多选手都是不久前才移民美国的，但尚未获得美国公民身份。
国际奥委会认为挪威裔美国摔跤运动员查尔斯·埃里克森和伯恩霍夫·汉森系代表美國参赛。二人皆获金牌。然而，2012年，挪威历史学家发现文件显示埃里克森在1905年3月22日才获得美国公民身份，汉森则可能从未获得过美国公民身份。因此，历史学家请求国际奥委会将二人国籍改为挪威。2013年5月，挪威奧林匹克匹克委員會已提交正式申请，要求更改国际奥委会奖牌数据库中二人的国籍；截至2018年4月，国际奥委会尚未作出任何决定。

## 奖牌榜
*   主办国家/地区（美国）
| 排名                | 代表团              | 金牌 | 銀牌 | 銅牌 | 总计 |
| ------------------- | ------------------- | ---- | ---- | ---- | ---- |
| 1                   | 美国*               | 5    | 6    | 6    | 17   |
| 2                   | 挪威                | 2    | 0    | 0    | 2    |
| 3                   | 德国                | 0    | 1    | 0    | 1    |
| 4                   | 瑞士                | 0    | 0    | 1    | 1    |
| 总计（共4个代表团） | 总计（共4个代表团） | 7    | 7    | 7    | 21   |